# Вінгулмарк

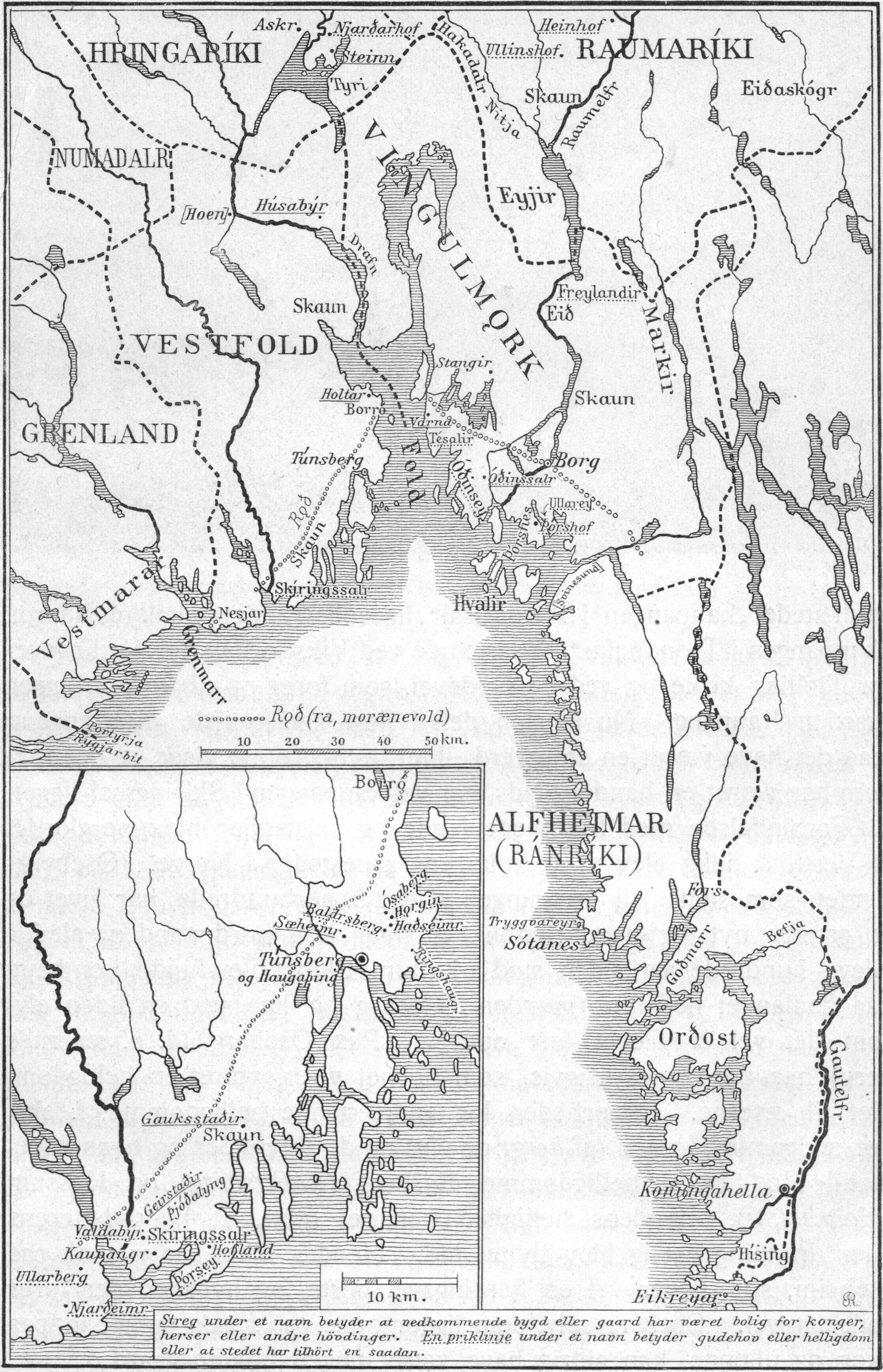

Вінгулмарк (давньоскан. Vingulmǫrk) — історична область Норвегії, що містить Естфолл, західну частину Акерсгуса (виключаючи Румерике), східну частину Бускеруд (комуни Хурум і Рёйкен) і територію Осло. Згідно королівських саг, в епоху вікінгів Вінґулмарк було незалежне королівство.

## Етимологія
Назва Вінґулмарк складається з двох частин. Перший елемент Вінґул (давньоскан. Vingull) ймовірна давня назва Осло-фьорда. Ймовірно, етимологія слова Вінґул бере свій початок від форми фіорд і від слова давньоскан. vingr — поворот.
Другий елемент марк походить від загальногерманського слова, що означає лісосмугу, кордон.

## Історія
Археологічні знахідки свідчать про багаті похованнях в гирлі річки Гломма, в Онсейе, Рольвсейе і Тюне, де був знайдений Тунський корабель.
Є свідчення, що, як мінімум, південна частина Вінґулмарка перебувала під владою данів в кінці IX століття. Так, Оттар, який записав свою подорож при дворі англійського короля Альфреда Великого, свідчить, що пливучи на південь від Скірінгссала, зліва по борту у нього знаходилася Данія протягом трьох днів, що повинно було включати і частину Вінґулмарка.
У творі «Земне Коло» Сноррі Стурлусон писав, що Вінґулмарк було відвойовано у шведського конунга Еріка Емундсена королем Гаральдом Прекрасноволосим в рамках кампанії з об'єднання Норвегії.
В середні віки поняття Вінґулмарк було звужене до адміністративної одиниці, яка включала в себе Осло, Берум і Аскер.